# Les Nouveaux Chiens de garde
Cet article concerne le livre. Pour le film, voir Les Nouveaux Chiens de garde (film).
Les Nouveaux Chiens de garde est un essai de Serge Halimi concernant les médias, paru en 1997 et actualisé en 2005, qui a connu un très fort succès de librairie (250 000 exemplaires). Le livre a été adapté au cinéma en France en janvier 2012.

## Présentation
Serge Halimi y présente, en quatre chapitres, son analyse de ce qu'il considère comme une collusion entre pouvoirs médiatique, politique et économique, à l'aide d'une étude qui se veut exhaustive sur la télévision et les grands journaux français.
Il entend aussi démonter le traitement parfois partial et complaisant de certains médias français vis-à-vis des sociétés qui en sont les actionnaires.
Il explique aussi le peu de cas qui est selon lui fait des mouvements sociaux et la place prépondérante des faits divers dans les journaux télévisés. Il reprend la thèse selon laquelle « le fait divers fait diversion », selon la formule de Pierre Bourdieu, qui a préfacé ce livre. Dans son dernier chapitre, il souligne les connivences dans le milieu journalistique, facilitant les autopromotions.

Le titre fait référence à l'ouvrage Les Chiens de garde (1932), dans lequel Paul Nizan dénonçait les analyses des philosophes les plus célèbres de son époque : ceux-ci, pour Nizan, garantissaient la perpétuation de l'idéologie bourgeoise, en décrivant l'homme dans son identité idéale et immuable plutôt que dans son existence particulière et matérielle. Le livre de Serge Halimi commence par un exergue extrait de l'ouvrage de Nizan : 

« Nous n'accepterons pas éternellement que le respect accordé au masque des philosophes ne soit finalement profitable qu'au pouvoir des banquiers. »

Il se clôt par : 

« Parlant des journalistes de son pays, un syndicaliste américain a observé : « Il y a vingt ans, ils déjeunaient avec nous dans des cafés. Aujourd'hui, ils dînent avec des industriels. » En ne rencontrant que des « décideurs », en se dévoyant dans une société de cour et d'argent, en se transformant en machine à propagande de la pensée de marché, le journalisme s'est enfermé dans une classe et dans une caste. Il a perdu des lecteurs et son crédit. Il a précipité l'appauvrissement du débat public. Cette situation est le propre d'un système : les codes de déontologie n'y changeront pas grand-chose. Mais, face à ce que Paul Nizan appelait « les concepts dociles que rangent les caissiers soigneux de la pensée bourgeoise », la lucidité est une forme de résistance. »

Parmi les « chiens de garde » désignés dans le livre se trouvent des personnalités diverses :
- Nicolas Bouzou
- Jean-Marie Colombani
- Alain Duhamel
- Alain Finkielkraut
- Laurent Joffrin
- Bernard-Henri Lévy
- Alain Minc
- Edwy Plenel
- Patrick Poivre d'Arvor
- Alain-Gérard Slama
- Philippe Tesson

## Parution et accueil public
Les Nouveaux Chiens de garde a été réédité en novembre 2005, dans une édition actualisée et augmentée.
L'important succès du livre dès sa sortie (plus de 135 000 ventes en moins de six mois) et sa longévité font de cet opuscule un évènement dans le monde de l'édition. Comme le souligne lui-même l'auteur, « ce succès est la démonstration qu'il est faux de dire que l'information sur les médias n'intéresse pas les gens sous prétexte que cela n'intéresse que les journalistes. Ensuite, il traduit un agacement du public à l'égard de ceux qu'on voit en permanence et dont les livres intéressent de moins en moins de lecteurs. Enfin, il est une preuve supplémentaire qu'un succès de librairie peut se construire en dehors du système classique et obligatoire de notoriété médiatique ».

## Réception critique
Refusant de promouvoir son livre dans les médias, Serge Halimi n'est guère couvert d'éloges par ces derniers. Après un silence de plusieurs mois, la plupart des « chiens de garde » cités dans l'ouvrage — ainsi que leurs auxiliaires — réagissent avec véhémence. « Serge Halimi accomplit dans Les Nouveaux chiens de garde le prodige rétro de constituer tous les non-marxistes de France en serviteurs du Grand Capital » réplique ainsi Alain Finkielkraut. Patrick Poivre d'Arvor s'énerve : « C'est du terrorisme intellectuel doublé d'une façon archaïque de voir le monde. ». Autre protagoniste du livre, Alain Duhamel condamne : « La fraternelle entraide qu'il caricature est aussi, croyez-moi, un système de concurrence sauvage. C'est un livre archaïque ». Les critiques négatives font florès : Laurent Joffrin dans Libération ; Philippe Tesson dans Le Figaro Littéraire, etc.
En février 1998, Edwy Plenel, alors directeur de la rédaction du Monde usant selon Didier Eribon d'« une brutalité autoritaire et institutionnelle… bien loin de la vertueuse éthique du débat dont il fait mine de se réclamer aujourd’hui », prend sa plume dans Le Monde diplomatique pour critiquer vertement le livre.
Avec près de 150 000 exemplaires vendus, le livre est un succès et se voit, en 2005, actualisé et augmenté. Dans cette nouvelle édition, il est aussi question du traitement médiatique du référendum sur le traité constitutionnel européen.

## Autres utilisations de l'expression
Régulièrement, une nouvelle actualisation des « nouveaux chiens de garde » apparaît dans le paysage audiovisuel ; notamment des documentaires disponibles sur internet.

### Adaptation au cinéma
En 2011, le sujet du livre (omniscience et omniprésence des journalistes au service des puissants du système) trouve une actualisation en inspirant un film documentaire homonyme réalisé par Gilles Balbastre et Yannick Kergoat avec la collaboration de Serge Halimi, Renaud Lambert et Pierre Rimbert. Le film du même nom adapté que le livre, Les Nouveaux Chiens de garde, réalisé donc par Gilles Balbastre et Yannick Kergoat, est sorti au cinéma en France en janvier 2012.
À la 38e minute, cet extrait du livre est lu :
« La pensée bourgeoise dit toujours au Peuple : « Croyez-moi sur parole ; ce que je vous annonce est vrai. Tous les penseurs que je nourris ont travaillé pour vous. Vous n'êtes pas en état de repenser toutes leurs difficultés, de repasser par leurs chemins, mais vous pouvez croire les résultats de ces hommes désintéressés et purs. De ces hommes marqués d'un grand signe, ces hommes qui détiennent à l'écart des hommes du commun pour qui ils travaillent, les secrets de la vérité et de la justice. » ».